# Могилёв (дворец спорта)
«Дворец спорта „Могилёв“» (бел. «Палац спорту „Магілёў“») — спорткомплекс в городе Могилёв, Беларусь.
Основное назначение — проведение матчей по хоккею с шайбой, соревнований по фигурному катанию, шорт-треку и другим ледовым видам спорта. Предусматривается возможность трансформирования ледовой коробки в площадку для игровых видов спорта, спортивных единоборств, тяжёлой атлетики, гимнастики, бокса, а также в сцену для проведения концертов и других зрелищных мероприятий. В этом случае укладывается покрытие, предохраняющее лед от таяния и от проникновения холода наружу, на котором устанавливается сборная сцена, а в партере появляется 800 дополнительных мест. В свободное от спортивных мероприятий время ледовая площадка задействована для проведения массовых катаний на коньках.
Трибуны расположены П-образно, вместимость дворца в спортивном варианте составляет 3048 зрителей, в концертном — до 4000 зрителей. Арена является домашней площадкой хоккейного клуба «Могилёв» выступающего в белорусской экстралиге, а также базой для детских хоккейных секций и училища олимпийского резерва.